# Croix de Guerre des Theatres d'Operations Exterieurs
La Croce di guerra dei teatri d'operazione esteri (in francese: "Croix de guerre des Théâtres d'opérations extérieurs") fu una medaglia commemorativa della Repubblica Francese istituita il 21 aprile 1921 per riconoscere la partecipazione individuale a missioni di guerra all'estero rispetto al territorio francese a partire dalla fine della prima guerra mondiale.

## Storia
L'armistizio dell'11 novembre 1918 pose fine alla guerra tra Francia e Germania, ma i soldati francesi continuarono a combattere nei teatri al di fuori dei confini della Francia, come ad esempio in Siria, Palestina, Costantinopoli, Marocco, Africa occidentale e orientale ed altri. Sembrò quindi appropriato consentire la premiazione anche di soldati che si fossero distinti in queste azioni belliche.
La legge del 30 aprile 1921 introdusse la creazione di una nuova croce di guerra detta dei "Teatri d'operazione esteri", destinata appunto a premiare i singoli che avessero avuto modo di distinguersi in operazioni compiute al di fuori della Francia a partire dall'11 novembre 1918. I criteri di attribuzione vennero modellati sulla base della croce di guerra del 1914-1918.
Successivi decreti definirono più dettagliatamente i teatri esterni ed i periodi durante i quali tale decorazione poteva essere conferita. Dopo la seconda guerra mondiale fu assegnata per le campagne militari condotte in Indocina, Madagascar, Corea e per la spedizione di Suez. Dopo un'interruzione di trentacinque anni dalla sua ultima distribuzione, la croce venne nuovamente concessa tra il 17 gennaio 1991 ed il 5 maggio 1992 a una parte dei 15.000 soldati francesi che presero parte alla guerra nel Kuwait, alla guerra del Golfo e nelle operazioni condotte in Kosovo nel 1999. Dopo quest'ultima data, il governo francese non ha più autorizzato la concessione di questa decorazione che pertanto rimane quiescente.
Nel 1919 venne fondata un'associazione di insigniti di questa onorificenza, presieduta dal vice ammiraglio Guépratte.

## Descrizione della medaglia
La medaglia è costituita da una croce patente in bronzo di 37 mm con due spade incrociate dietro i bracci. Al centro un medaglione presenta sul diritto il volto della personificazione della Francia rivolto verso sinistra attorniato dalla legenda "RÉPUBLIQUE FRANÇAISE" ("REPUBBLICA FRANCESE"), mentre il rovescio riporta al centro le lettere "T O E" che stanno per "THÉÂTRES D'OPÉRATIONS EXTÉRIEURS".
La medaglia pende da un nastro che passa attraverso l'anello di sospensione incorporato. Questo nastro di seta moiré è largo 36 mm e di colore azzurro con una striscia rossa di 9 mm per parte.

### Teatri di guerra per l'assegnazione della medaglia
- Levante francese dall'11 novembre 1918 al ?
- Est dall'11 novembre 1918 al ?
- Marocco dall'11 novembre 1918 al ?
- Africa equatoriale francese (AEF) da agosto a dicembre 1919
- Africa occidentale francese (AOF) per i periodi dall'11 novembre 1918 al 4 dicembre 1920 3 e 19 ottobre e 3 dicembre 1921 4 , nel febbraio-marzo 1922
- Indocina per periodi dal 16 novembre 1918 a1 aprile 1920, dall'8 dicembre 1920 al 21 marzo 1921, dall'8 al 22 ottobre 1921, 5, 6 e 7 gennaio 1922, dal 6 al 12 aprile 1922 e dal 1945 al 1954;
- Regioni sahariane dal 16 maggio al 3 giugno 1919
- Per missioni militari nei paesi baltici (Estonia, Lettonia, Lituania), Alta Slesia, Polonia, Cecoslovacchia, Russia, Caucaso, Siberia, Ungheria e Romania;
- Madagascar dal 30 marzo 1947 6 al 1 ottobre 1949;
- Corea dal 1950 al 1953;
- Mediterraneo orientale (crisi di Suez) dal 30 ottobre 1956 al 31 dicembre 1956;
- Medio Oriente (Guerra del Golfo) 17 gennaio 1991 10 - 5 maggio 1992;
- Repubblica federale di Jugoslavia (Kosovo) dal 24 marzo 1999 12 al 21 giugno 1999.